# Gallienus
Publius Licinius Egnatius Gallienus, född 218, död september 268, var en romersk kejsare som regerade från den 22 oktober 253 till september 268. Gallienus regerade i mitten av 200-talet, som var en period av krig mot externa fiender, inbördeskrig, ekonomiska svårigheter och epidemier. Hans regeringstid var också en period för vilken det finns få och ofta högst opålitliga källor.

## Biografi
Gallienus upphöjdes till romersk kejsare av sin far Valerianus år 253. Gallienus och hans far fick mycket att stå i: hot mot det romerska riket från olika germanska folkgrupper som franker, alemanner och goter samt de nomadiska sarmaterna. Därtill pågick krig mot sassaniderna i Persien samtidigt som det förekom revolter i de egna leden. Hans far Valerianus gav sig av mot perserna och deras härskare Shahpour I, men blev i samband med underhandlingar i Edessa år 260 tillfångatagen och levde resten av sitt liv i persisk fångenskap. 
Gallienus utfärdade samma år en toleransedikt, i stor kontrast till kristendomsförföljelserna 257-258. Han var personligen en bildad man med intresse för Plotinos filosofi.
Efter Valerianus tilfångatagande fick han ensam kämpa mot uppstickare i de egna leden som Ingenuus, Postumus och Macrianus, förutom barbarerna från norr. Postumus erkändes som kejsare i Gallien, Spanien, Tyskland och Britannien. Hans utbrytarrike fick sitt säte i Colonia Agrippina och benämnde sig som Galliens återupprättare.
Han utnämnde också Odenathus till medkejsare  som tack för att denne med sitt gemål Zenobia försvarat gränsen mot perserna.
År 268 ställde goter återigen till med problem, och Gallienus gav sig efter dem. Ett kronologisk tidsförlopp är mycket svårt att framställa på grund av de dåliga källorna. Vissa historiker hävdar att han avgick med segern i ett slag vid Naissus i Moesia medan vissa hävdar att det var hans efterföljare Claudius II Gothicus.
Gallienus blev mördad utanför Mediolanum (dagens Milano) när han belägrade en annan usurpator, hans general Aureolus.
Källor för perioden då Gallienus härskade är ytterst få och av dålig kvalité. En källa, Historia Augusta, hävdar att det under den här perioden fanns 30 usurpatorer, många av dessa under Gallienus tid. Historia Augusta har också med anektoder som att kejsaren skulle ha levt i lyx  med bad sju gånger om dagen och guldstoft  strött i sitt hår.